# チャールズ・トムリンソン・グリフス
チャールズ・トムリンソン・グリフス（Charles Tomlinson Griffes, 1884年9月17日 ニューヨーク州エルマイラ - 1920年4月8日 ニューヨーク）は、アメリカ合衆国の作曲家・音楽教師。

## 経歴
郷里で姉の手引きでピアノやオルガン演奏を習い覚え、ベルリンのシュテルン音楽学校に入学、ピアノと作曲を学ぶ。ピアノ科を修了するとピアノ教師として自活し、その後も個人的にエンゲルベルト・フンパーディンクに師事して作曲家修行を積んだ。1907年に帰国し、ニューヨークのタリータウンで教師として活動するかたわら作曲活動を続けた。
グリフスは、アメリカ合衆国において最も有名な印象主義音楽の推進者である。ヨーロッパ滞在中にドビュッシーの音楽を知り、フランス音楽の神秘的な響きや異国趣味に魅了されて、大きく影響を受けていた。同時代のロシアの作曲家（たとえばスクリャービン）も研究しており、合成音階やバーバリズムを採り入れている。短い生涯と教育者としての職務を思えば、質・量ともに印象深い作品を残しており、その多くが今なお演奏されている。
1920年に感冒（おそらくスペイン風邪）のために死亡し、ニュージャージー州エセックス郡のブルームフィールド墓地に埋葬された。
ゲイであったとされるが、死後に姉が書簡を破棄した。その後、ドイツ時代の日記が発見された。

## 作曲作品・作風
最も有名な作品は、ピアノ曲《ローマのスケッチ》作品7の1曲《白孔雀》（White Peacock：1915年作曲、1919年に管弦楽化）、《ピアノ・ソナタ》（1917年-1918年、1919年改訂、第2楽章のみ管弦楽化）、コールリッジの同名の詩に基づく音詩《フビライ汗の悦楽宮》（The Pleasure Dome of Kubla Khan：1912年、1916年改訂）、フルートのための《詩曲》（1918年）である。ピアノや合奏曲のために標題音楽をふんだんに作曲し、歌曲も数多く残した。歌曲は最初期のベルリン時代から晩年まで書き続けられたため、リヒャルト・シュトラウスに影響されたドイツ語による後期ロマン派音楽様式から、英語による、よりモダンな作曲様式へとグリフスが変貌を遂げていく過程をたどることができる。
ホルストに《日本組曲》を作曲させた舞踊家の伊藤道郎と交流があり、その依頼で日本民謡をいくつか編曲している。渡米中の山田耕筰とも接触した可能性もある。また、マクダウェルやファーウェルらによる、アメリカ先住民の民族音楽の編曲手法に異論を唱え、弦楽四重奏曲において独自の可能性を探究して見せた。